# Hoobastank
Gli Hoobastank (talvolta stilizzato come h∞bastank) sono un gruppo musicale rock alternativo statunitense formata da Doug Robb (voce), Dan Estrin (chitarra), Chris Hesse (batteria) e Jesse Charland (basso).

## Storia del gruppo
Il gruppo si forma nel 1994 con la coppia Robb - Estrin, ancora liceali, nel paesino di Agoura Hills, presso Los Angeles. Essi si conoscono ad una Battle of The Bands, facenti parte di due band rivali. Alla ricerca di un batterista, pubblicano un annuncio nel giornale locale, al quale risponde Chris Hesse. Al basso si aggiunge Markku Lappalainen, amico di vecchia data di Estrin. L'anno successivo autoproducono la musicassetta Muffins che contiene pezzi ska, ed una chicca: uno scherzo telefonico al celeberrimo Cobalt Cafè di Los Angeles. Il brano, se così si può chiamare, diventa un vero e proprio cult tra i giovani della zona, che lo fanno girare assieme ad altre "prank calls" degli stessi Hoobastank. Nel 1997 si esibiscono allo "Ska Fest" di Seattle, in una performance memorabile, registrata e tuttora disponibile gratuitamente in parecchi siti internet.
Un anno dopo autoproducono il primo vero e proprio CD, intitolato They Sure Don't Make Basketball Shorts Like They Used To. Le canzoni sono principalmente ska, e i componenti della band diventano sei, poiché ai membri fondatori si aggiungono Derek Kwan e Jeremy Wasser ai sassofoni. I temi principali di Basketball Shorts sono l'ecologia, il sistema scolastico e l'amicizia, ma non mancano i brani demenziali come Can I Buy You a Drink e The Dance That Broke My Jaw. L'album ha un successo inaspettato, e nonostante l'esigua tiratura di poche migliaia di copie, arriva fino in Brasile ed Europa. A tutt'oggi viene venduto su eBay a cifre esorbitanti.
Nel 1999 pubblicano, per i numerosi fan del sito ufficiale, cinque brani: Paper Promises, End Of Our Rope, Now or Never, Tin Walls e Divine. Successivamente all'abbandono da parte di Kwan e Wasser, gli Hoobastank firmano con l'etichetta Island Records, è già il 2000 e i quattro ragazzi si mettono al lavoro per il nuovo disco che uscirà l'anno successivo. Crawling In The Dark è il primo singolo estrapolato dall'album Hoobastank, al quale seguono Running Away (il primo vero grande successo commerciale della band) e Remember Me. Ormai il gruppo è noto al mondo intero, e partono in tour assieme a 311, Alien Ant Farm e Incubus (con loro toccano anche l'Italia in due date). Nel frattempo vengono chiamati a collaborare nella realizzazione delle colonne sonore per tre delle maggiori pellicole di quel periodo: Spider-Man 2, Daredevil e Il Re Scorpione, oltre a quella per il videogioco Halo 2. Le canzoni, nell'ordine precitato, sono: Did You, Right Before Your Eyes, Losing My Grip e Connected. Instancabili, lavorano ad un nuovo album, nonostante il chitarrista venga sottoposto ad una delicatissima operazione al cranio in seguito ad un grave incidente in minimoto.
The Reason esce nel dicembre 2003 e, partito un po' in sordina col singolo Out Of Control, sconvolge le classifiche mondiali con la titletrack, conquistando un secondo posto nella prestigiosa Billboard Top 200. Il brano The Reason è il tormentone dell'estate 2004, in heavy rotation nei maggiori palinsesti radio e TV anche per i mesi successivi. Complessivamente vende due milioni di copie, ottenendo il doppio disco di platino ed una fama inarrestabile in tutto il globo. Si esibiscono in una sola data italiana del loro tour nell'ottobre dello stesso anno, mentre tornano a Roma per gli Europe Music Awards, suonando davanti a mezzo milione di persone (la folla del pre-show che si radunava di fronte al Colosseo). Durante quello stesso inverno rilasciano il loro primo dvd: Let It Out con un documentario sulla loro vita on the road, tutti i video realizzati fino a quel momento, e tre extra riguardanti il video e la canzone The Reason (tra i quali l'esilarante finta storia della nascita del brano, dove si possono notare le qualità di Estrin come attore comico). A The Reason segue Same Direction, il quale videoclip è il seguito di quello che lo precede, con la risoluzione del mistero dietro al furto del China Star Ruby. Ci sono anche dei cameo da parte di Chester Bennington (Linkin Park), Joel Madden (Good Charlotte) e Kanye West. Il quarto singolo estrapolato dall'album è Disappear, una rock ballad dai toni epici ma che non riscuote il successo sperato. Nell'estate del 2005 il bassista Markku Lappalainen lascia il gruppo per formarsi una famiglia (un anno dopo avrà una bimba) e per aprire un Subway Restaurant a Los Angeles. Inizialmente viene rimpiazzato da Matt McKenzie (Tsunami Bomb) per la registrazione del nuovo album, ma successivamente subentra Joshua Moreau, il ventiquattrenne ex bassista degli Under the Influence of Giants - e straordinario pluristrumentista - che contemporaneamente collabora con altri artisti, tra i quali l'ex surfer Timmy Curran.

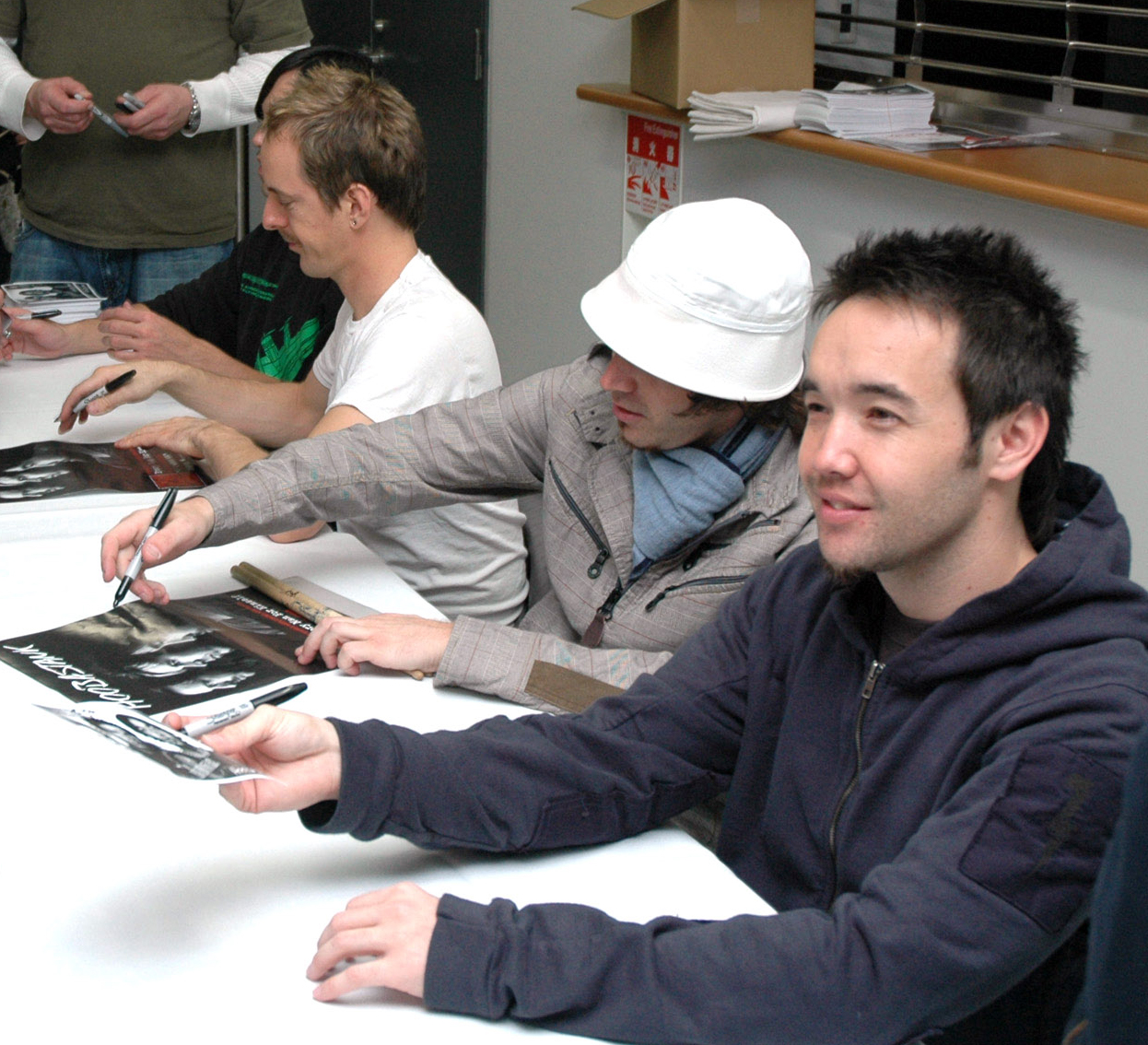
La band in una sessione autografi

Nel maggio del 2006 esce Every Man for Himself (in due edizioni, con una sola differenza estetica, il colore della copertina da rossa a verde) in assoluto il disco più maturo del gruppo, nel quale la tematica principale è appunto la dipartita di Lappalainen. Il 9 maggio, per presentare il nuovo lavoro scelgono la cornice del teatro parigino di La Cigale, nel quale sono supportati da un'orchestra di venti elementi, la performance è stata registrata per la realizzazione di un dvd, che esce in tutta Europa nell'inverno successivo. Il primo singolo di EMFH è If I Were You, che ha un discreto successo durante l'estate, ma che permette al CD di vendere solo duecentomila copie. Gli altri due singoli, usciti quasi in contemporanea, sono Born To Lead ed Inside Of You. Nell'estate dello stesso anno annunciano un ricco tour europeo, con due date italiane (Treviso e Milano), ma che sono costretti ad annullare poco dopo per "improvvisi impegni negli States".
Gli Hoobastank hanno lavorato al quarto album durante il 2008, ed è stato pubblicato il 27 gennaio 2009 negli USA e successivamente in Europa con il nome di For(N)ever. Il brano Sick of hanging on, presente in questo album, è stato anche incluso nella playlist di Pro Evolution Soccer 2010.
Nel myspace ufficiale di Katy Perry, Josh Moreau appare come bassista della famosa cantante e non si hanno notizie ufficiali sull'abbandono o no del gruppo. In data 19 settembre, Josh non figura più come componente del gruppo. Non ci sono notizie ufficiali in merito da parte degli altri componenti.
L'11 settembre 2012 è uscito il quinto album Fight or Flight.

## Formazione

### Formazione attuale
- Douglas Seann Robb - voce, chitarra ritmica (1994-presente)
- Daniel Estrin - chitarra solista (1994-presente)
- Jesse Charland - basso (2008-presente)
- Chris Light Hesse - batteria (1994-presente)

### Ex componenti
- Jeremy Wasser - sassofono (1994-2000)
- Markku Lappalainen - basso (1994-2005)
- Derek Kwan - sassofono (1997-1999)
- Josh Moreau - basso (2005-2007)
- David Amezcua - basso (2007-2008)

## Discografia

### Album in studio
- 1998 – They Sure Don't Make Basketball Shorts Like They Used To
- 2000 – Forward
- 2001 – Hoobastank
- 2003 – The Reason
- 2006 – Every Man for Himself
- 2009 – For(N)ever
- 2012 – Fight or Flight
- 2018 – Push Pull

### EP
- 1997 – Muffins
- 2002 – The Target

### Album dal vivo
- 2009 – Live from the Wiltern

### Raccolte
- 2009 – The Greatest Hits: Don't Touch My Moustache
- 2010 – Is This the Day?
- 2010 – Icon